# ボトムクォーク
ボトムクォーク（bottom quark, 記号：b）は、素粒子標準模型における第三世代のクォークである。

## 概要
ボトムクォークは、 -1/3e の電荷を持ち、その質量は約 4 GeV（陽子の約4倍）という巨大なものである。また、ボトムクォークは多様な崩壊モードを持つ。最も分岐比が大きいのはチャームクォークへの崩壊であるが、フレーバーを変える中性カレント（FCNC）モードであるストレンジクォークやダウンクォークへの崩壊や、CKM行列のVub成分が小さいために起きにくいアップクォークへの崩壊も観測されている。
クォークに三つの世代が存在することはCP対称性の破れと深い関係があり、第三世代に属するボトムクォークを持つ中間子はCP対称性の破れを調べるのに最も適した粒子であることからBaBar実験やBelle実験でその研究が進められた。
またCKM行列のVtb成分がほぼ1であるためトップクォークが崩壊するほぼ全ての事象に伴って生成されるクォークでもあり、存在が予測されているヒッグス粒子の質量が下限値に近い場合、ヒッグス粒子の崩壊で生成されることも予測されている（ヒッグス粒子とのカップリングの強さは粒子の質量に比例するため、ヒッグス粒子の質量がW生成のしきい値以下であればbクォークが主な崩壊モードとなる）。
第三世代の素粒子の存在は、1973年、小林誠と益川敏英によって、K中間子のCP対称性の破れを説明するために仮定された。1977年、レオン・レーダーマン率いるフェルミ国立加速器研究所のE288実験によって、初めて第三世代に属するクォークであるボトムクォークが発見された。このとき、ボトムクォークとその反粒子である反ボトムクォークからなるウプシロン中間子の形で発見された。この発見により、ボトムクォークと対になる同じ世代のクォークの存在が予測され、観測が期待された。質量が非常に大きいため、存在が確実視されながらも観測できない状態が約20年が続いたのち、1995年に、トップクォークがフェルミ国立加速器研究所のCDF実験およびD0実験で発見された。この成果を受けて、小林誠と益川敏英は2008年にノーベル物理学賞を受賞した。
「トップ」・「ボトム」という即物的な名称を避けようと、少なからぬ素粒子物理学者が「ビューティークォーク（美しいクォーク）」、およびこれと対をなすクォークを「トゥルースクォーク（真実のクォーク）」と命名しようとしたが、最終的には実用的な名称として「ボトムクォーク」と「トップクォーク」になった。

## ボトムクォークを含むハドロン
- B中間子はボトムクォーク（または反ボトムクォーク）とアップクォークもしくはダウンクォークからなる。
- Bc 中間子はボトムクォークとチャームクォークからなる。
- Bs 中間子はボトムクォークとストレンジクォークからなる。
- ボトムクォーク－反ボトムクォーク対を持つボトモニウムも多数発見されている。ウプシロン中間子 (Υ) が代表的。
- ボトムクォークを持つバリオンは、ストレンジネスを持つバリオンにならって命名される。例：Λb0粒子。